# Neukirchen (powiat Ostholstein)
Neukirchen – gmina w Niemczech w kraju związkowym Szlezwik-Holsztyn, w powiecie Ostholstein, wchodzi w skład urzędu Oldenburg-Land.